# Fedor Vico
Fedor Vico (rusínsky Федор Віцо, * 9. listopadu 1944, Šapinec, dnes část obce Okrúhle) je československý a slovenský karikaturista rusínské národnosti. Vystudoval na Střední škole uměleckého průmyslu v Bratislavě. Aktivně působí ve spolcích Rusínska obroda a ve Združení inteligencie Rusínov. V 60. letech 20. století byl členem tvůrčí skupiny Polylegran; byl čestným členem České unie karikaturistů (do roku 2023).

## Tvorba
Fedor Vico spolupracoval se slovenským humoristickým časopisem Roháč, pro který vytvořil populární postavu kresleného Jánošíka. Seriál s touto postavou vyšel knižně pod názvem Dereš v roce 1969, avšak z politických důvodů byla tato kniha stažena z prodeje a autorovi byl udělen zákaz publikování. V roce 1975 mohl začít znovu publikovat, zpočátku však jen v regionálním tisku, později opět i v Roháči. Dále publikoval např. v týdenících Dikobraz, Mladý svět, Stadión. Po zániku Roháče publikoval ve slovenských časopisech Aréna, Mosty a Bumerang a rusínských Narodnych novinkach. Spolupracoval též s celostátním slovenským deníkem SME a s českými Lidovými novinami. Humoristicko-satirický časopis Bumerang redigoval v letech 1994 až 1997 s bratrem Miroslavem. Tento časopis pak znovu oživili v říjnu roku 2015. BUMerang vycházel dvakrát měsíčně jako příloha sobotního slovenského deníku Šport, od roku 2020 vycházel jedenkrát měsíčně a vycházel i po úmrtí spoluzakladatele Miroslava Vica (zemřel 24. listopadu 2022) až do října 2024.
Zbojnický seriál Dereš pak vyšel knižně v rozšířeném vydání v roce 2009 pod názvem Dereš...a nikdy jinak. Fedor Vico dále knižně vydal kreslený seriál Iľko Sova z Bajusova. Tato kniha vyšla v roce 2001 v slovenské a anglické mutaci. Jeho kreslené vtipy byly rovněž publikovány ve sbornících kresleného humoru Humor a televize (1975), Poste restante (1981), Krakonoše si představuje každý jinak (1988), 100x o láske (1989, ISBN 80-221-0018-8), 2cet - Almanach k 20. výročí založení České unie karikaturistů (2010), Čtvrt kila ČUK aneb 25 let České unie karikaturistů (2015), Velká kniha českého humoru (2020, ISBN 978-80-271-1263-0).
Fedor Vico je pořadatelem mezinárodní soutěže kresleného humoru na téma „Pivo“ – Zlatý súdok (Golden Keg). Soutěž se každoročně koná ve východoslovenském Prešově, první ročník soutěže se uskutečnil v roce 1995.

## Ocenění
Tvorba Fedora Vica byla oceněna Cenou Slovenského literárního fondu a Cenou města Prešov. Fedor Vico je držitelem čestného titulu HUDr. (Doctor humoris causa). V česko-slovenské soutěži NOS (Nadácia otvorenej spoločnosti) Novinárska cena se stal vítězem za publikační tvorbu v roce 2011. V roce 2012 získal Výroční cenu ČUK, tzv. Řád bílé opice.